# Wayne McLair (Hörspiel)
Wayne McLair ist eine abenteuerliche Steampunk-Hörspielserie. Die Hörspiele werden von Paul Burghardt im Auftrag von Maritim produziert. Sie spielen im viktorianischen London von 1889 und handeln auf amüsante Weise von dem charmanten, aber selbstverliebten Meisterdieb Wayne McLair, der sowohl Scotland Yard als auch seinen Gegenspielern stets einen Schritt voraus zu sein scheint.

## Anfänge
Die ersten 5 Folgen erschienen zwischen 2012 und 2015 auf der Community Plattform Hörspielprojekt.de.
Die ersten beiden Cover von „Der Meisterdieb“ (2012) und „Der Revolvermann (1)“ (2013) wurden noch im Comic-Stil erstellt. Die dritte Folge „Der Revolvermann (2)“ wurde komplett ohne Cover herausgegeben, die Folgen Vier „13 schwarze Tränen (1)“ (2015) und Fünf „13 schwarze Tränen (2)“ (2015) wurden im Stil hergestellt, wie sie auch unter Maritim vertrieben werden.
Nach der Beauftragung durch Maritim wurde die Serie mit einigen Änderungen am Skript und mit wenigen Neubesetzungen neu aufgenommen.

## Produktion
Seit 2017 werden die Hörspiele im Auftrag von Maritim erstellt. Die erste Staffel erschien 2017–2020, die zweite Staffel 2021–2022.

## Figuren und Sprecher
Die Charaktere werden seit 2012 von einem festen Sprechercast gesprochen.

### Besetzung
| Person                        | Sprecher                                               | Folgen                                 |
| ----------------------------- | ------------------------------------------------------ | -------------------------------------- |
| Wayne McLair / Liam W. Craney | Paul Burghardt                                         | 1–23                                   |
| Arthur O’Neill                | Roman Ewert                                            | 1–5, 7–11, 13, 14, 17, 18, 19, 21, 22  |
| Aidan Quinn                   | Thomas Kramer                                          | 1–23                                   |
| Die Stimme                    | Jan Schröder                                           | 4, 6                                   |
| Isabelle Chevalier            | Tanja Niehoff                                          | 1–20, 22, 23                           |
| Caitlin „Cait“ Brown          | Jennifer Spiekermann Tanya Kahana                      | 1–14, 16–19, 22, 23                    |
| Molly Bailey                  | Jessica von Haeseler Katja Brügger                     | 1–14, 16–19, 22, 23                    |
| Eve Crompton                  | Marie Burghardt                                        | 1, 2, 4, 5, 7–9, 11–14, 16, 18, 21, 22 |
| David Crompton                | Sven Matthias                                          | 4, 7–9, 11–14                          |
| Solomon Crompton              | Douglas Welbat                                         | 5, 7–9, 12–14                          |
| Samuel Crompton               | Markus Raab                                            | 5, 8, 9, 12–14                         |
| Hammerwächter William         | Fabian Harloff                                         | 5, 7, 8                                |
| Hammerwächter Fineas          | Stefan Lindner                                         | 5, 14                                  |
| Wächter an den Docks          | Bastian Bringenberg                                    | 5                                      |
| Penny Powers                  | Ina Bringenberg                                        | 1–23                                   |
| Fips                          | Tom Steinbrecher                                       | 6, 8–10, 12–14, 16–22                  |
| Henri (der falsche Franzose)  | Martin Sabel                                           | 6, 7, 10, 11, 13, 14, 17–19, 21, 22    |
| Sir Arnold Henderson          | Michael Gerdes                                         | 1–14, 17                               |
| Erzähler                      | Felix Würgler                                          | 1–23                                   |
| Arty Morty                    | Christian Michalak                                     | 2, 5, 7, 10, 12–14, 17, 21, 22         |
| Constable Miller              | Sascha Krüger                                          | 1–3                                    |
| Constable Robert Johnson      | Robert Kerick                                          | 1–5, 7–11, 13, 14, 17, 18, 19, 21, 22  |
| Constable Christina Lewry     | Vanida Karun                                           | 4, 5, 7, 8, 11, 13, 14, 17, 19, 21, 22 |
| David D. Slypher              | Christoph Memmert                                      | 1–3                                    |
| Kevin Riley                   | Marc Schülert                                          | 1–3                                    |
| Ringo Smith                   | Jens Ohrenblicker                                      | 1–3                                    |
| Empfangsdame Martha           | Christiane Marx                                        | 1, 2                                   |
| Sekretärin Janette            | Sonja Schreiber                                        | 1                                      |
| Zeitungsmädchen               | Ruby Schülert                                          | 1                                      |
| Lord Radford                  | Patrick Steiner                                        | 1, 11                                  |
| Moe                           | Matthias Ubert                                         | 2, 12–14, 20                           |
| Patton                        | Pascal Runge                                           | 2, 12–14, 20                           |
| Lucy                          | Dagmar Bittner                                         | 2                                      |
| Polizisten                    | Boris Baumann Timo Kinzel Sven Kläschen Florian Zallet | 3                                      |
| Beccy & Becca                 | Franciska Friede                                       | 4                                      |
| Zita                          | Jenny Maria Meyer                                      | 6, 16–19, 21, 22                       |
| Heinrich von Schwarzbach      | Mark Bremer                                            | 6                                      |
| Cécile von Schwarzbach        | Marion Gretchen Schmitz                                | 6                                      |
| Wachen                        | Marcel Ellerbrok Marco Schmidt                         | 6                                      |
| Prof. Belchleigh              | Peter Weis                                             | 7, 8                                   |
| Melody                        | Dagmar Bittner                                         | 7                                      |
| Lucas                         | André Beyer                                            | 7                                      |
| Susan                         | Katja Keßler                                           | 7, 8                                   |
| Pfleger                       | Jean Coppong Pascal Runge                              | 7, 8                                   |
| Elias Quarkenbush             | Stephan Chrzescinski                                   | 9                                      |
| Wachen                        | Carsten Steenbergen Vokan Baydar                       | 9                                      |
| Hubert Debenham               | Thomas Nero Wolff                                      | 10                                     |
| Alfred Kimberley              | Kim Hasper                                             | 10                                     |
| Reporter                      | Felix Strüven Patrick Borlé Volkan Baydar              | 10                                     |
| Gretchen                      | Leonie Landa                                           | 11                                     |
| Belinda Lloyd                 | Christa Krings                                         | 11–14                                  |
| Constable                     | Timo Kinzel                                            | 11                                     |
| Jane                          | Jule Schülert                                          | 13                                     |
| Sandra                        | Ruby Schülert                                          | 13                                     |
| Dr. Rankin                    | Reent Reins                                            | 13                                     |
| Schaffner                     | Detlef Tams                                            | 13                                     |
| Gordon Fletcher               | Werner Wilkening                                       | 13, 14                                 |
| Lord Francis Hope             | Christian Stark                                        | 15                                     |
| Dichanet / Adams              | Dirk Hardegen                                          | 15                                     |
| Maharadscha von Jaipur        | Thomas Nero Wolff                                      | 15                                     |
| Eugenia Evergold              | Christa Krings                                         | 15                                     |
| Eleanor Langsea               | Leonie Landa                                           | 15                                     |
| Lambert Balwelley             | André Beyer                                            | 15                                     |
| Clara Balwelley               | Kerstin Draeger                                        | 15                                     |
| Händlerin                     | Stephanie Preis                                        | 15                                     |
| Mann                          | Pascal Runge                                           | 15                                     |
| Chef-Steward Bloomfield       | Gordon Piedesack                                       | 15                                     |
| Lokführer Melvin Timberry     | Sven Matthias                                          | 15                                     |
| Orlando Barrueco              | Klaus-Dieter Klebsch                                   | 16–22                                  |
| Cody Roche                    | Konrad Bösherz                                         | 16–19, 21, 22                          |
| Sean O’Hennessy               | Ingo Abel                                              | 16, 18                                 |
| Wächter Callum                | Michael-Che Koch                                       | 16                                     |
| Wachmann                      | Klaus aka. OnkelPipi Arnulf Zeilner                    | 16, 17                                 |
| Superintendent Joseph Parker  | Erich Räuker                                           | 17–19, 21, 22                          |
| Inspector Riona Ballantyne    | Claudia Urbschat-Mingues                               | 16, 17, 19–22                          |
| Zeitungsmädchen               | Emma Hoppe Hannah Hoppe                                | 17, 19                                 |
| Bestatter Mortimer Crowe      | Stefan Weißenburger                                    | 18                                     |
| John Henly                    | Horst Kurth                                            | 18                                     |
| Henris Meister                | Engelbert von Nordhausen                               | 19                                     |
| Beauty                        | Svenja Petermann                                       | 20                                     |
| Bard                          | Adrian Jungmann                                        | 20                                     |
| Tessa Prendergast             | Stephanie Preis                                        | 21                                     |
| Anmerkungen: 1.               |                                                        |                                        |

Zusätzlich mitgewirkt haben:
- Folge 12: Dirk Eichhorn, Katharina Gens, Christopher Groß, Tim Hellmers, Marcus Kuberg, Cecilia Martinés, Toni Sattler, Sascha Servadio, Stefan Weißenburger, Jutta Wenzel
- Folge 13: Felix Strüven, Christin Deuker, Dirk Eichhorn, Katharina Gens, Christopher Groß, Tim Hellmers, Marcus Kuberg, Cecilia Martinés, Toni Sattler, Sascha Servadio, Stefan Weißenburger, Jutta Wenzel
- Folge 22: Jasmin Bangert, Nina Cherevan, Julia Ehrenberg, Christopher Fink, Stefanie Gerstenberger, Josef Herbers, Sophie Haisch, Laura Hoffmann, Sabrina Letzner, Lars Lieser, Steffen Lorenzen, Oliver Otte, Susanne Ottens, Nika Rensink, Marco Rheindorf, Anke Rüppel, Mareike Sack, Florian Staudt, Sebastian Unger
- Folge 23: Jasmin Bangert, Nina Cherevan, Julia Ehrenberg, Christopher Fink, Stefanie Gerstenberger, Josef Herbers, Sophie Haisch, Laura Hoffmann, Sabrina Letzner, Lars Lieser, Steffen Lorenzen, Oliver Otte, Susanne Ottens, Nika Rensink, Marco Rheindorf, Anke Rüppel, Mareike Sack, Florian Staudt, Sebastian Unger

## Folgenindex der Hörspiele
| Hörspielindex (Erscheinung) |
| --- |
| Hörspielprojekt.de - 1: Der Meisterdieb (2012) - 2: Der Revolvermann (1) (2013) - 3: Der Revolvermann (2) (2014) - 4: 13 schwarze Tränen (1) (2015) - 5: 13 schwarze Tränen (2) (2015) Maritim - 1: Der Meisterdieb (24. März 2017) - 2: Der Revolvermann, Pt. 1 (7. April 2017) - 3: Der Revolvermann, Pt. 2 (28. April 2017) - 4: Die Stimme (23. Juni 2017) - 5: 13 schwarze Tränen (11. August 2017) - 6: Der falsche Franzose (13. Oktober 2017) - 7: Die Feuerteufel (8. Dezember 2017) - 8: Aldermoor Asylum (2. Februar 2018) - 9: Die Eisentochter (11. Januar 2019) - 10: Der Feueropal (26. April 2019) - 11: Laterna magica (26. Juli 2019) - 12: Die blinde Uhrmacherin (4. Oktober 2019) - 13: R.I.P. (10. Januar 2020) - 14: Nigrum lux (3. April 2020) - 15: Der Hope-Diamant (19. Juni 2020) - 16: Die Bank of Ireland (22. Oktober 2021) - 17: Der nächste Meisterdieb (07. Januar 2022) - 18: Whiskey im Sarg (18. Februar 2022) - 19: Das Koboldgold (22. April 2022) - 20: Das Opalfeuer (17. Juni 2022) - 21: Der Blutmond (26. August 2022) - 22: Des Meisters größte Schmach (11. November 2022) - 23: Des Meisters größter Coup (16. Dezember 2022) Gastauftritte - 44: Sherlock Holmes & Co. – Der Falschspieler mit dem Karo-Ass |
| Anmerkungen: 1. |

## Rezensionen
- Hoerwachsen im Gespräch mit … Paul Burghardt alias Wayne McLair
- Interview mit Paul Burghardt
- Lukes Hörtipp: Wayne McLair
- Wayne McLair 1: Tom & Jerry im viktorianischen Zeitalter
- Wayne McLair 2&3 – Der Revolvermann (Rezension)
- Wayne McLair 4&5 – Dreizehn schwarze Tränen (und ein paar von mir)